# Beinan
Beinan est un site archéologique du Néolithique situé dans la ville de Taitung, dans le comté de Taitung, dans le sud-est de Taïwan. Il a été occupé d'environ 5000 à 2000 av. J.-C., puis a été abandonné.

## Historique
À la fin du XIXe siècle, Torii Ryūzō, un anthropologue japonais, publie les premiers rapports et photographies des rangées de monolithes à proximité de Taitung. Certaines pierres mesurent plus de 4,5 mètres de haut. Puis le japonais Kano Tadao travaille également sur le site. Dans les années 1940 débutent les premières fouilles, toujours par des archéologues japonais, Kanaseki Takeo et Kokubu Naoichi. Ceux-ci mettent au jour les fondations d’une habitation au pied d’un mégalithe.
C’est seulement en 1970, lors de la construction d’une gare, qu'apparaît l’importance archéologique du site. Deux chercheurs de l’Université nationale de Taïwan, Sung Wen-hsun et Lien Chao-mei, dirigent les fouilles entre 1970 et 1988, aidés de plusieurs collègues. Ils exhument alors plus de 1 500 cercueils de schiste et plus de 120 000 pièces archéologiques (outils lithiques, poteries, pièces de jade, etc.),.
Le site a été classé en 1987 parmi les sites archéologiques de premier rang de Taïwan.

## Description

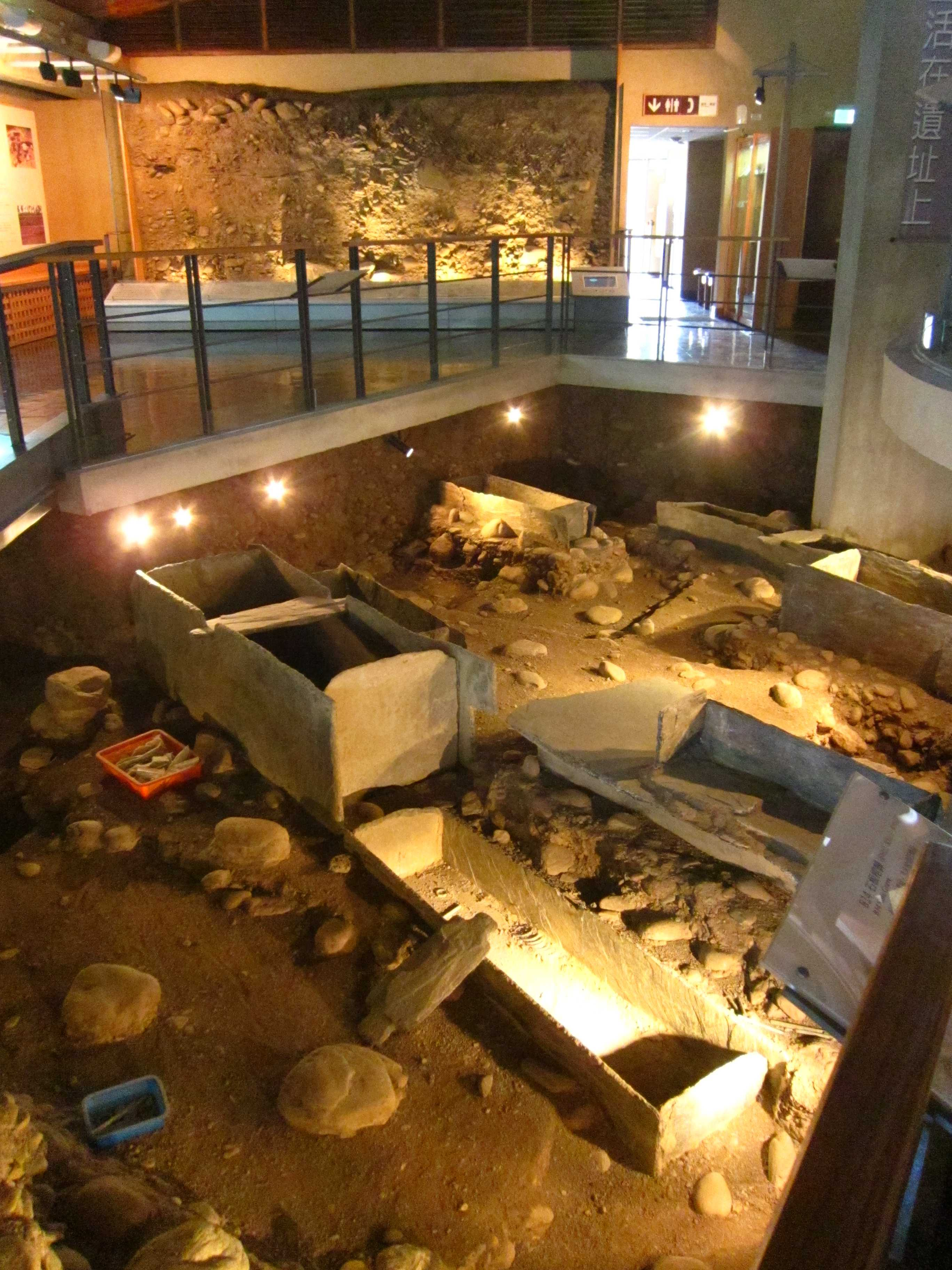
Vestiges exposés au musée national de préhistoire de Beinan

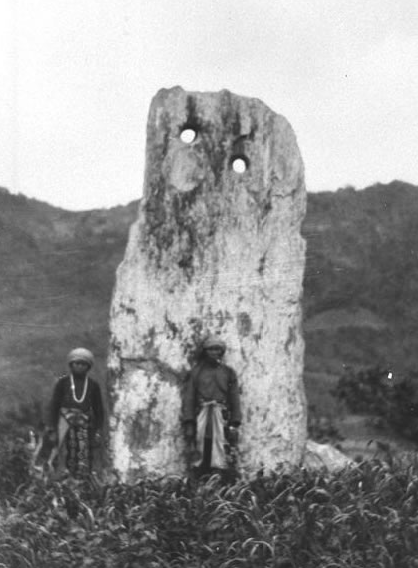
Monolithe à Beinan

Ce site préhistorique est le plus vaste et le plus riche jamais découvert à Taiwan, avec une superficie de plus de 20 000 m2 et plus de 1 600 tombes, sur une profondeur stratigraphique de 3 mètres. La datation par le carbone 14 a donné des âges allant d'environ 5000 à 2000 av. J.-C. Ainsi le site a-t-il été occupé pendant environ 3 000 ans, avant d'être abandonné pour une raison inconnue.

## Sépultures
Les cercueils sont constitués de schiste alors même que ce matériau n’est pas présent dans la région. Il a donc été importé, vraisemblablement par voie fluviale. Les cercueils sont orientés vers le sud, les pieds dirigés vers les monts Tulan. Cette disposition a certainement une origine religieuse mais celle-ci reste inconnue. Dans les cercueils se trouve en général un seul corps, mais certains d’entre eux ont reçu plusieurs défunts, a priori des membres d’un même clan. Les morts portent des bijoux (or, jade...), aussi bien les hommes que les femmes.

## Mode de subsistance
Pour se nourrir, les populations pratiquaient une agriculture sur brûlis, pratiquaient l'élevage et chassaient notamment le daim, le sanglier, le lapin de garenne et des oiseaux. Ils pratiquaient également la pêche,.

## Musée
Un musée archéologique, le Musée national de préhistoire de Taïwan (en), a été édifié sur le site pour exposer les vestiges archéologiques trouvés sur les lieux. Il a ouvert au public en 2002.

## Analyse
Compte tenu de la concordance chronologique, il est probable que les occupants de Beinan étaient des Austronésiens, comme le sont les actuels Amis, Paiwan ou Puyuma de Taïwan.